# Parafia Świętej Rodziny w Indooroopilly
Parafia Świętej Rodziny w Indooroopilly – parafia rzymskokatolicka, należąca do archidiecezji Brisbane.
Przy parafii funkcjonuje katolicka szkoła podstawowa Świętej Rodziny.